# 波罗地海海盗
《波罗地海海盗》（德語：Störtebeker）是一部由米格尔·亚历山大（Miguel Alexandre）执导的两集電視影片，改编自海盗克劳斯·斯托尔特贝克（Klaus Störtebeker）的传说与生平，由肯·杜肯（Ken Duken）在片中饰演主角。影片于2006年上映。

## 剧情
14世纪末：克劳斯·布罗德森年幼时被父母送往修道院，却远远目睹父母被身份不明的贵族谋杀。成年后，他成为海盗船长克劳斯·斯托尔特贝克，一心寻求复仇。多年后，他与少年时的恋人伊丽莎白·普林再次相遇，但此时她已与富有的贵族西蒙·冯·瓦伦罗德订婚。而西蒙还指控斯托尔特贝克的哥哥扬谋杀了伊丽莎白的父亲赫尔曼·普林及西蒙的父亲康拉德·冯·瓦伦罗德。扬因此被捕入狱。克劳斯得知消息后，与手下人马展开行动，要求释放扬。他利用交换俘虏成功解救了哥哥——俘虏是伊丽莎白和侍女玛丽亚，两人被丹麦女王玛格丽特一世劫为人质。在船上，扬讲述了自己被酷刑折磨的经历：西蒙用炽热的炭火使他失明。克劳斯安慰哥哥，计划前往维斯比岛隐居，与其最好的朋友埃里克会合。埃里克一直留在岛上陪伴怀孕的妻子西格丽德以及其他家眷。然而，当他们登岛时，发现村庄被烧毁，所有居民被屠杀。
在伊丽莎白与西蒙的婚礼上，真相终于大白：瓦伦罗德家族是这一切的幕后黑手。他们谋杀克劳斯的父母，是为了夺取他们的土地。在众人面前，克劳斯揭露了这一罪行，得到议员马丁·德根哈德的证词，证明赫尔曼·普林也是被康拉德与西蒙合谋杀害。最终，克劳斯与西蒙展开决斗，借助伊丽莎白的帮助，用剑杀死了西蒙。海盗们为克劳斯的胜利欢庆，再次扬帆出海。
不久之后，克劳斯·斯托尔特贝克被人出卖，他和手下被捕。判决是死刑，执行方式为斩首。然而，克劳斯向法官提出赌注：如果他在被斩首后仍能无头行走，他经过的人将获赦免。许多目击者声称克劳斯救下了11人，其中有一个男孩，他获得了伊丽莎白赠送的斯托尔特贝克项链。

## 背景
《波罗地海海盗》于2005年5月3日至7月27日在立陶宛的多地拍摄，如考納斯、克莱佩达、特拉凯岛城堡及庫爾斯沙嘴。该片由巴伐利亚电影公司（Bavaria Film）制作，制作人是提洛·克莱内（Thilo Kleine）。

## 评价
电视杂志《TV Spielfilm》的评论家给该片中等评价，表示上集是一部“快节奏的强盗故事：浅显但有趣”，而下集则“像斯托尔特贝克的结局一样，显得混乱无头绪”。
《国际电影百科全书》（Lexikon des internationalen Films）批评称，这部“耗资巨大、结合冒险、爱情与历史题材的作品却始终无法引人入胜”。尽管“道具昂贵，电脑特效参与其中”，但“场景布置和对话内容都同样乏善可陈”。